# Mastophora timuqua
Mastophora timuqua là một loài nhện trong họ Araneidae.
Loài này thuộc chi Mastophora. Mastophora timuqua được Herbert Walter Levi miêu tả năm 2003.